# Linda Abu Meri
Pour les articles homonymes, voir Meri.
Linda Abu Meri, née le 28 janvier 1970, est une femme politique lettonne membre du parti Nouvelle Ère (JL). Elle est ministre de l'Intérieur de Lettonie entre 2009 et 2011. Auparavant, elle a brièvement été ministre de la Défense entre le 5 janvier et le 7 avril 2006.
Le 17 février 2011, elle annonce qu'elle a remis sa démission au Premier ministre Valdis Dombrovskis, à la suite d'accusations de mauvaise gestion et à une série de scandales dans les forces de police. Elle est refusée neuf jours plus tard par le chef du gouvernement. Elle finit par quitter le gouvernement le 6 juin.

## Vie privée
Elle a divorcé de son premier mari, Raimonds Mūrnieks, en 2012, et s'est remariée avec Hosams Abu Meri.